# Etowah County
Etowah County ist ein County im US-Bundesstaat Alabama. Es wurde 1868 gegründet und liegt im nordöstlichen Teil von Alabama nahe der Staatsgrenze zu Georgia. Etowah County zählt zum nördlichen, wirtschaftlich strukturschwachen Teil des Bundesstaats. Verwaltungssitz (County Seat) ist Gadsden.
Das County wird vom Office of Management and Budget zu statistischen Zwecken als 	Gadsden, AL Metropolitan Statistical Area geführt.

## Lage, Geografie und Besiedlung

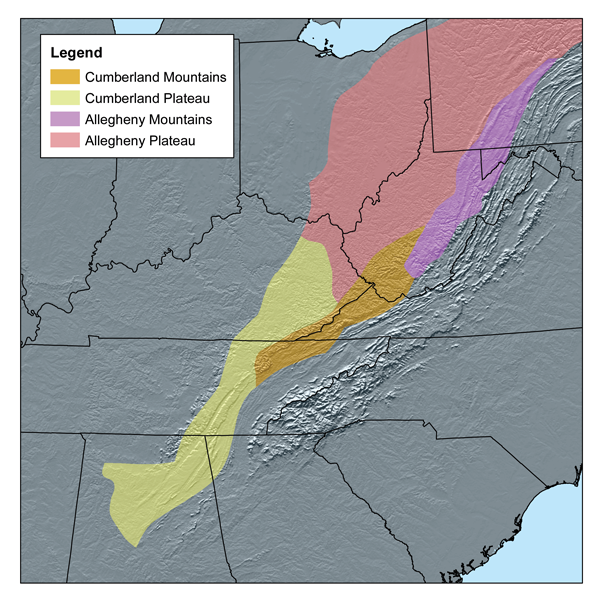
Lage des Cumberland-Plateau (beige)

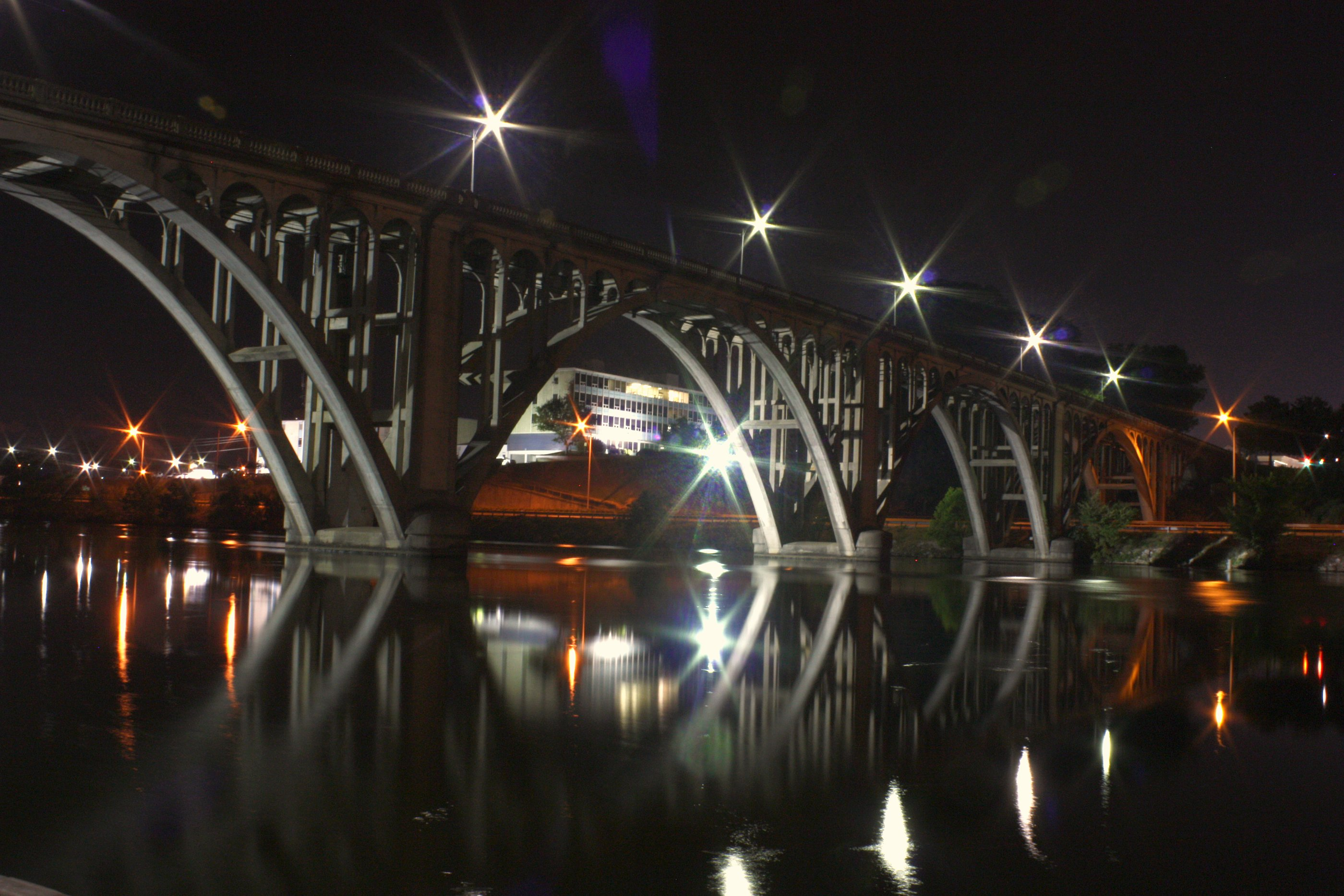
Coosa Bridge im County-Verwaltungssitz Gadsden

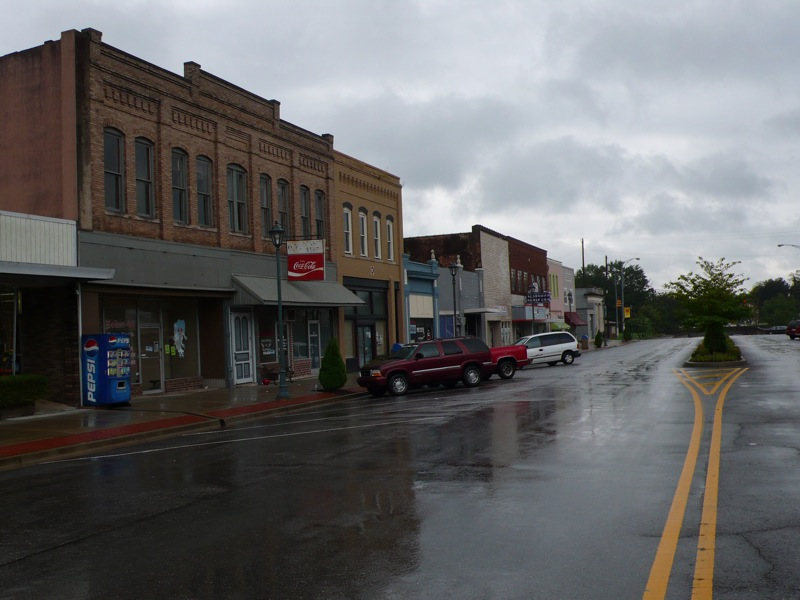
Ortskern von Attalla

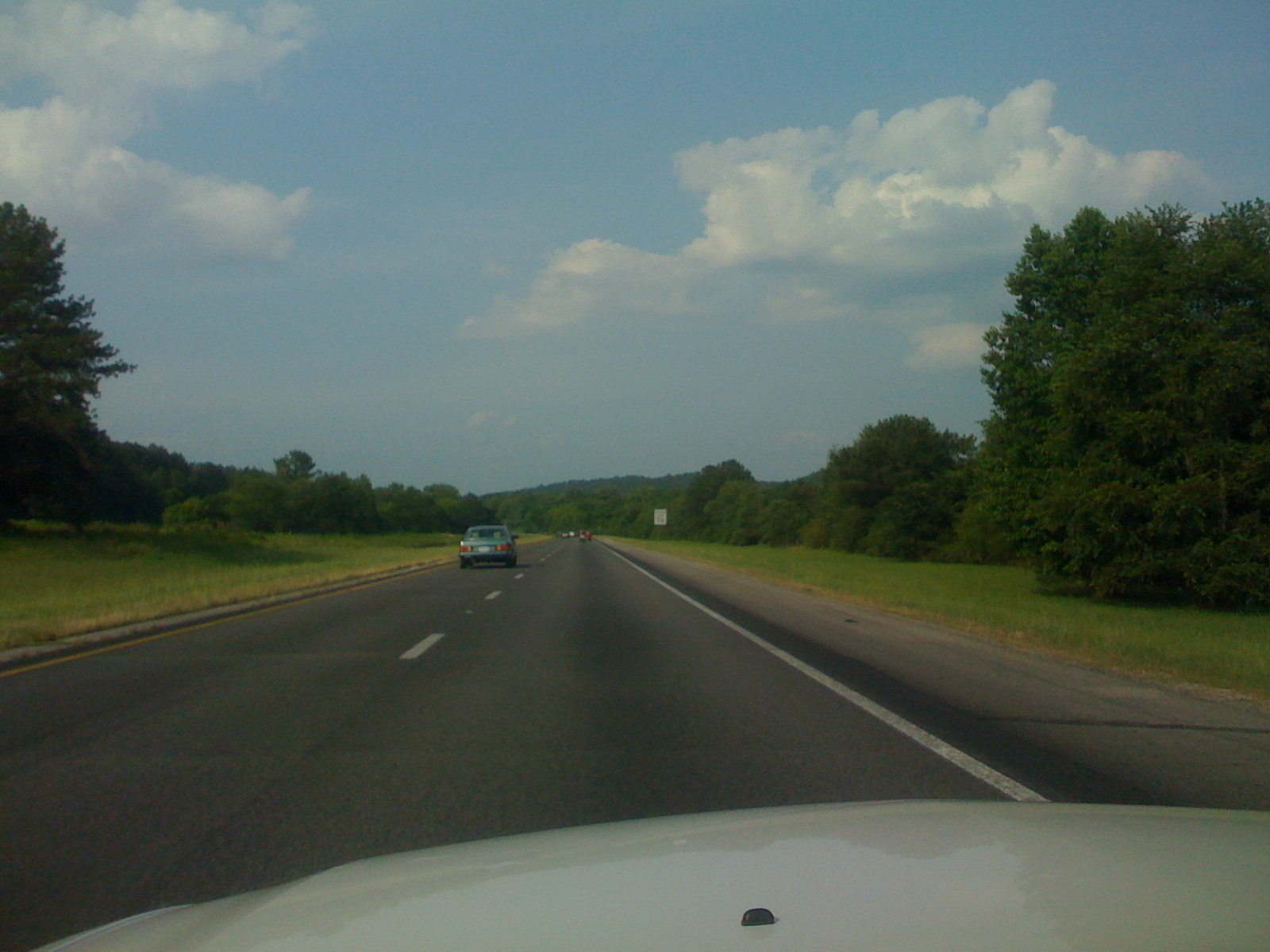
Interstate 59 zwischen Birmingham und Gadsden

Die im nordöstlichen Teil von Alabama gelegene Verwaltungseinheit hat eine Fläche von 1421 Quadratkilometern, wovon 36 Quadratkilometer Wasserfläche sind. 60 Kilometer entfernt von der Bundesstaatsgrenze zu Georgia, grenzt Etowah County im Uhrzeigersinn an folgende Countys: DeKalb, Cherokee, Calhoun, St. Clair, Blount und Marshall. Die Luftlinien-Entfernung zu Birmingham beträgt 78 Kilometer, die zur Bundesstaats-Hauptstadt Montgomery 175 Kilometer, die zu dem an der Golfküste gelegenen Hafenstadt Mobile 406 Kilometer und die zu Georgias Hauptstadt Atlanta 146 Kilometer. Von der Flächenausdehnung her ist Etowah – wenn auch nur knapp – das kleinste County Alabamas.
Die geografische Oberfläche der Verwaltungseinheit wird im Nordwesten und im Zentrum vom Cumberland-Plateau bestimmt. Südlich daran an schließt sich das den Appalachen vorgelagerte und vom Terrain her etwas gleichförmigere Piedmont-Plateau. Die Trennlinie bildet das Tal des Coosa River, welcher das County von Nordosten kommend in Richtung Südwest durchzieht und – auch aufgrund seiner Eigenschaft als wesentlicher Zufluss des Alabama River – die dominierende Wasserstraße ist. Zufluss und zweitgrößtes Fließgewässer im County ist der nördlich-parallel zum Coosa River verlaufende und in diesen einmündende Big Wills Creek. Die durchschnittlichen Ortshöhen variieren zwischen 150 und 350 Metern über dem Meeresspiegel. Die Landschaft ist hügelig und bewaldet. Die Böden gelten im Hinblick auf landwirtschaftliche Nutzung als weniger ergiebig; stattdessen finden sich im County zahlreiche Mineralien und Gesteinsarten. Ebenso wie der gesamte Norden Alabamas liegt auch Etowah County in der subtropischen Klimazone. Die Durchschnittstemperaturen schwanken – gemittelt aus Maximal- und Minimalwerten – zwischen rund 5 °C im Winter und über 25 °C im Sommer. Die Niederschlagsmenge beträgt gleichmäßig rund 120 mm pro Monat; lediglich in den Sommermonaten sinkt sie auf unter 100 mm ab (siehe auch Klimatabelle für Gadsden am Ende des Abschnitts).
Besiedlungszentrum des Countys ist südliche Gebietsausbuchtung beidseits des Coosa River mit Gadsden als Mittelpunkt. Ansonsten prägt Streusiedlungsweise das Terrain mit einem entsprechend hohen Anteil an Unincorporated Areas – Ansiedlungen, die rein zu Verwaltungszwecken zusammengefasst sind und von der nächsthöheren Verwaltungsebene mitverwaltet werden. Größere Städte sind Attalla (Einwohnerzahl im Jahr 2010: 6.048), Boaz (lediglich mit südlichen Ausläufern in Etowah County hineinragend: 9.551 Einwohner), der County-Verwaltungssitz Gadsden (36.856 Einwohner), Glencoe (5.160), Hokes Bluff (4.286), Rainbow City (9.602) und Southside (8.412). Kleinere Ortschaften sind Altoona (933), Reece City (653), Ridgeville (112), Sardis City (1.704) und Walnut Grove (698). Hinzu kommen 15 nichtkorporierte Verwaltungseinheiten. Das Gebiet der größten – Ivalee – weist laut US-Zensus 2010 eine Einwohnerzahl von 12.349 auf. Die Einwohnerzahlen der restlichen 14 (darunter beispielsweise Anderson unmittelbar südwestlich von Gadsden) schwanken zwischen statistisch nicht erfasst und 2.137 (Carlisle-Rockledge). Tiefstgelegene Gemeindung ist mit 165 Meter über dem Meeresspiegel die County-Hauptstadt Gadsen, die höchste mit 339 Metern ein im Etowah County gelegener Ortsteil der Stadt Boaz mit der Bezeichnung Mountainboro.
Wichtigste überregionale Verbindungsstraße ist die Interstate 59, welche von Norden nach Süden durch das County hindurchführt. Weitere wichtige Straßen sind die Bundesstraßen US-11 und US-411; beide verlaufen parallel zur Interstate 59. In Ost-West-Richtung verläuft die US-278, von Nordwesten nach Südosten die US-431.
|                       | Jan  | Feb  | Mär  | Apr  | Mai  | Jun  | Jul  | Aug  | Sep  | Okt  | Nov  | Dez  |   |      |
| Mittl. Tagesmax. (°C) | 11,0 | 13,6 | 18,7 | 23,4 | 27,4 | 30,9 | 32,7 | 32,4 | 29,2 | 23,8 | 18,1 | 12,5 | ⌀ | 22,8 |
| Mittl. Tagesmin. (°C) | −0,7 | 1,3  | 5,1  | 9,4  | 14,6 | 19,2 | 21,4 | 20,9 | 17,2 | 10,6 | 4,7  | 0,91 | ⌀ | 10,4 |
|                       |      |      |      |      |      |      |      |      |      |      |      |      |   |      |
| Niederschlag (mm)     | 134  | 127  | 131  | 118  | 118  | 111  | 120  | 99   | 101  | 93   | 126  | 111  | Σ | 1389 |

| −0,7 |

| 1,3 |

| 5,1 |

| 9,4 |

| 14,6 |

| 19,2 |

| 21,4 |

| 20,9 |

| 17,2 |

| 10,6 |

| 4,7 |

| 0,91 |

| −0,7 |

| 1,3 |

| 5,1 |

| 9,4 |

| 14,6 |

| 19,2 |

| 21,4 |

| 20,9 |

| 17,2 |

| 10,6 |

| 4,7 |

| 0,91 |

## Geschichte

### Bis Ende des 19. Jahrhunderts

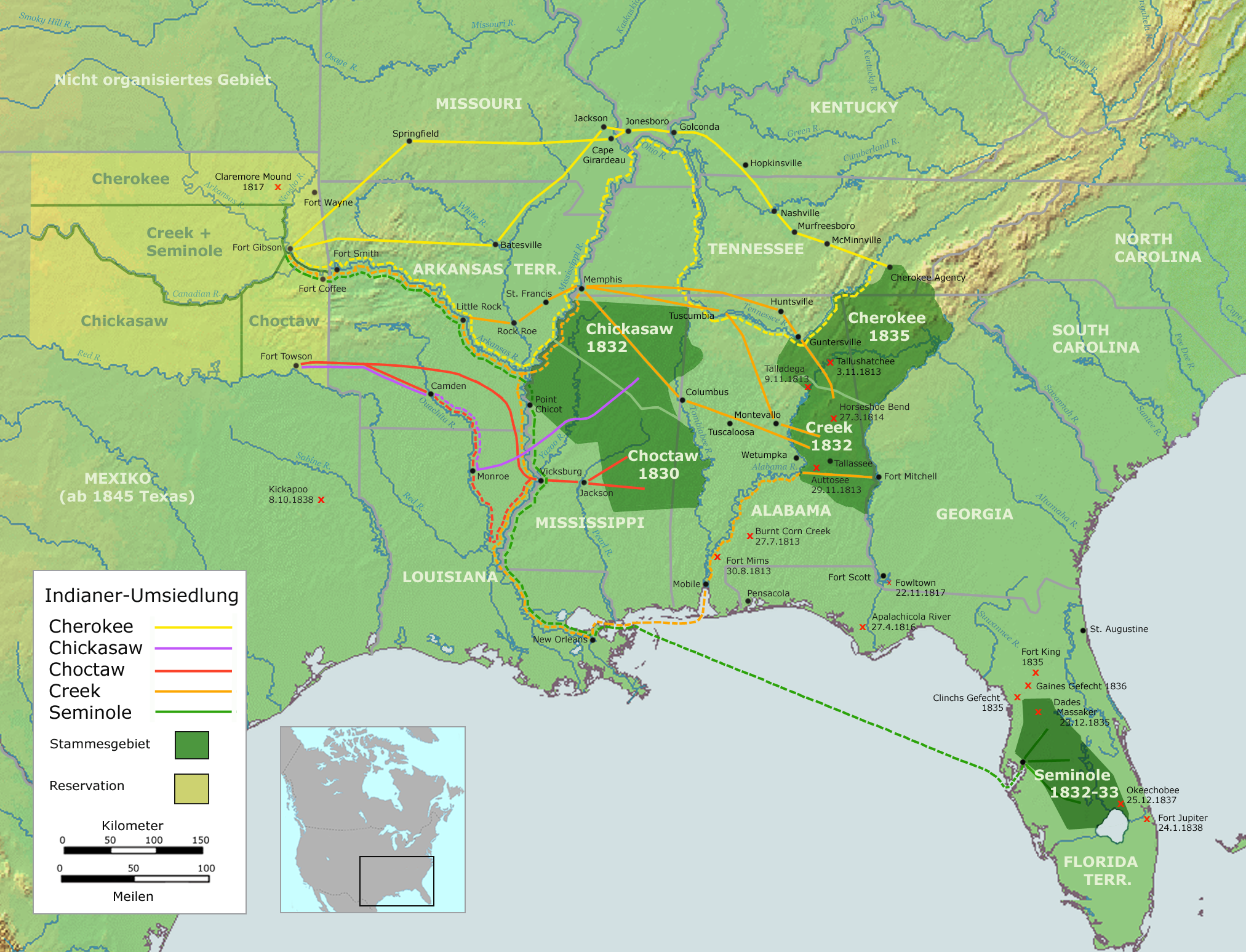
Um 1830: Gebiet der Cherokee und Creek im östlichen Alabama

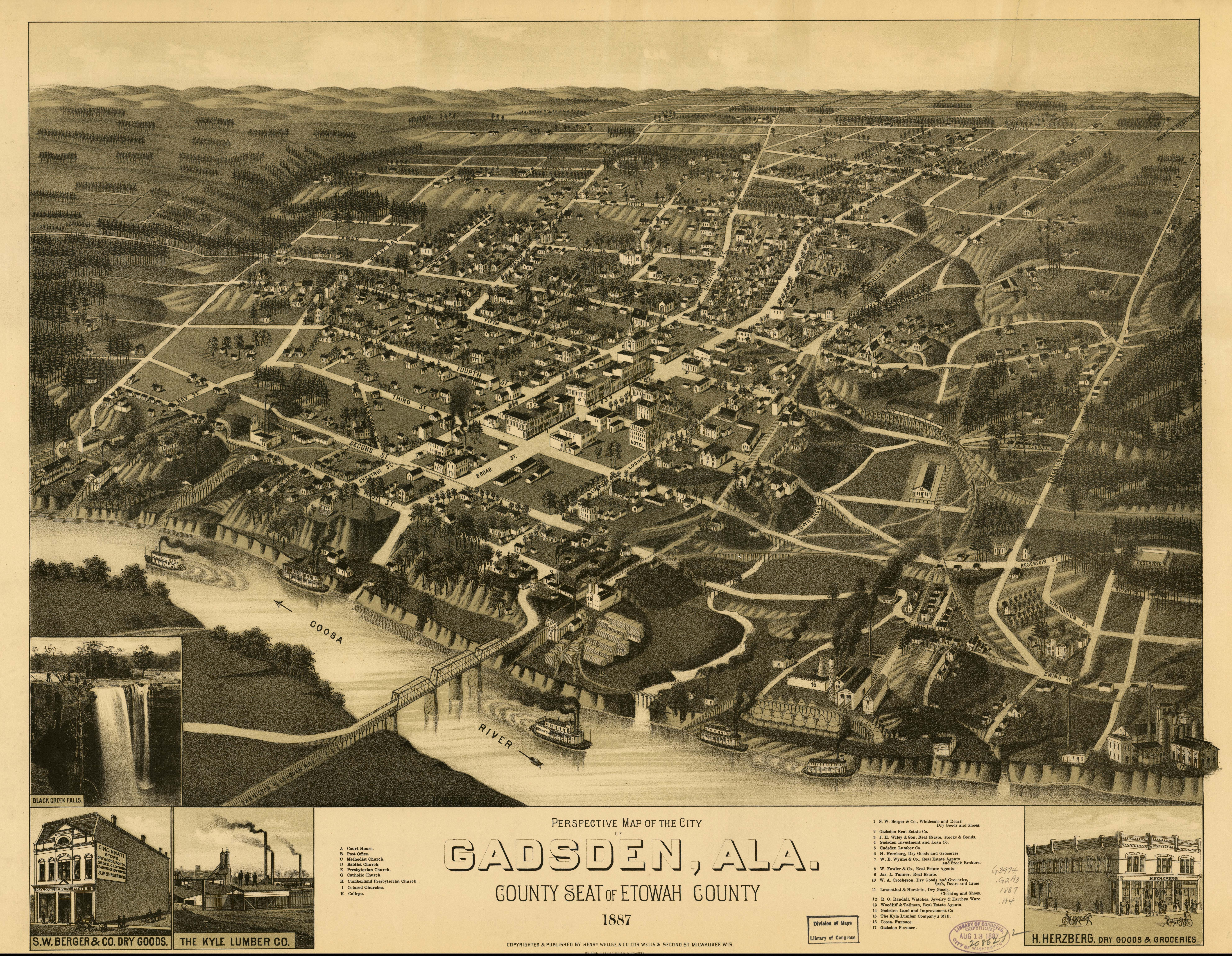
Perspektivischer Stadtplan von Gadsden (1887)

Die weiter von der Golfküste weggelegenen Gebiete des heutigen Alabama waren bis Ende des 18. Jahrhunderts Stammesgebiet der Creek und Cherokee sowie der weiter westlich siedelnden Chickasaw und Choctaw. Politisch war das Territorium zwischen Golfküste, Mississippi und Appalachen vage als Teil von Georgia definiert. Erste strukturierende Maßnahmen erfolgten erst nach dem Ende des Unabhängigkeitskriegs. 1798 gründeten die USA das Mississippi-Territorium. Zunächst nur ein schmaler Streifen im Süden der heutigen Bundesstaaten Mississippi und Alabama, wurde es 1804 nach Norden bis zur Grenze zu Tennessee erweitert. Als letztes Teilstück kam 1812 die südwestliche Ecke Floridas mit der Hafenstadt Mobile hinzu. Bis zum Ende des Britisch-Amerikanischen Kriegs blieb Alabama Indianerland. Das nordöstliche Drittel – inklusive des Territoriums des späteren Etowah County – gehörte zum Stammesgebiet der Cherokee, die Gebiete südlich davon zum Territorium der Upper und Lower Creek.
Größere Veränderungen ergaben sich Andrew Jacksons Krieg gegen die Creek von 1813 bis 1814, welcher das Gebiet von Alabama großflächig für weiße Siedler erschloss. 1819 wurde das (zuvor vom Mississippi-Territorium abgetrennte) Alabama-Territorium regulärer US-Bundesstaat. Im Gebiet des späteren Etowah County hatten sich nach dem Krieg gegen die Creek erste Besiedelungsaktivitäten entwickelt. Zunächst beschränkt auf die West- und Südwestecke des späteren County-Gebiets, erweiterte sich das zur Besiedlung freigegebene Terrain im Verlauf der 1830er-Jahre auf das gesamte County-Gebiet. Verknüpft war diese Gebietsfreigabe mit der Zwangsumsiedlung der in Ost-Alabama verbliebenen Cherokee und Creek ins Indianerterritorium.
In den 1840ern wurden auch die bislang noch unerschlossenen Gebiete im Nordosten und Osten des späteren County zunehmend besiedelt. Als nächstgelegene Zentren fungierten in dieser frühen Phase Montgomery und Selma sowie Wetumpka am unteren Coosa River. 1836 erfolgte die Gründung der Poststation Double Springs. Nach der Überwindung logistischer Hindernisse – vor allem der zahlreichen Wasserfälle – wurde in den 1840er-Jahren auch der obere Teil des Coosa River für den Schiffsverkehr erschlossen. Auswirkung: ein verbesserter Anschluss an die in Georgia gelegenen Regionalzentren Augusta und Rome.

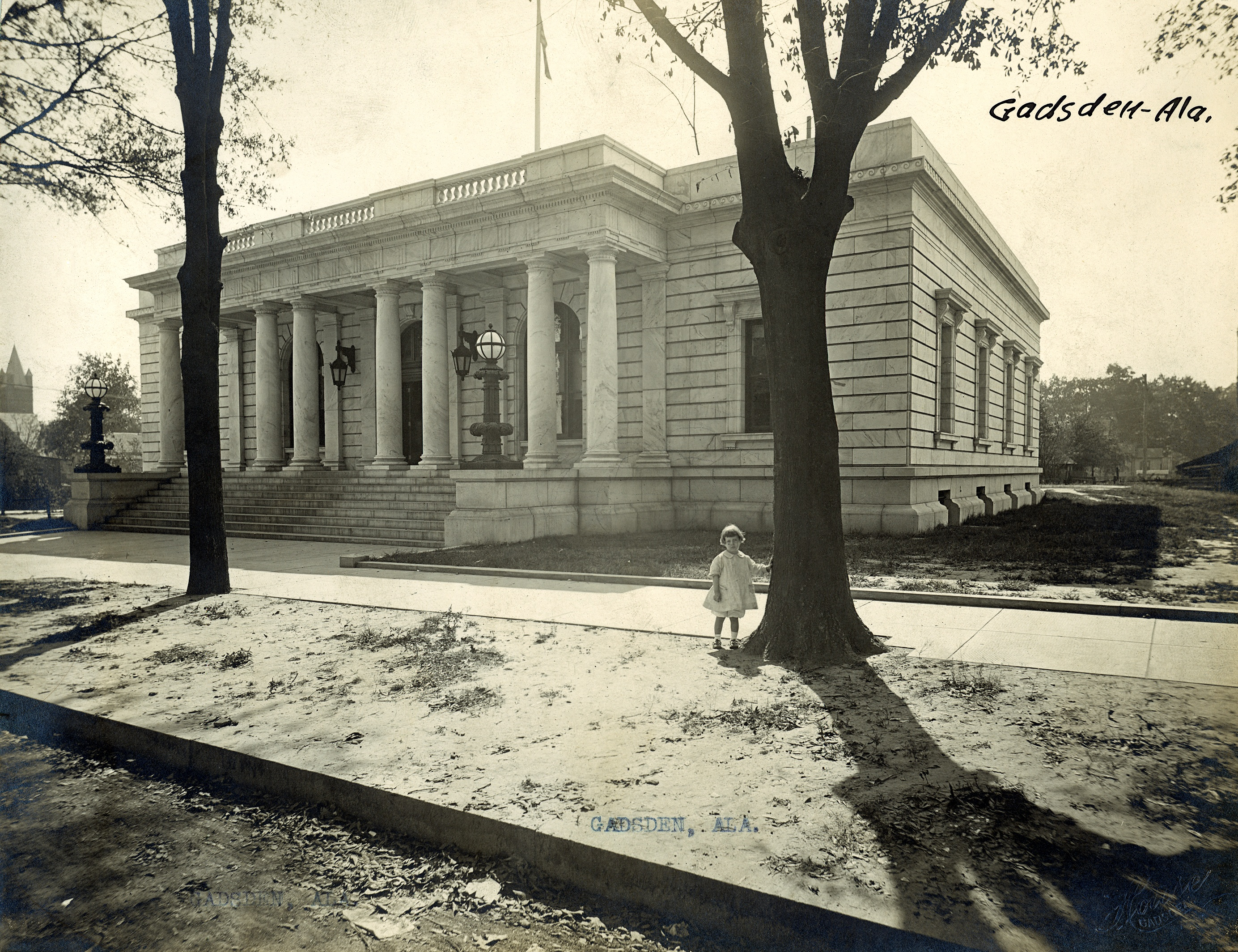
U.S. Post Office in Gadsden (ca. 1910)

Double Springs war zwischenzeitlich zur beherrschenden Ansiedlung in dem Gebiet avanciert. 1846 wurde auf dem Gebiet die Stadt Gadsden gegründet. Lokalhistorische Quellen weisen als Begründer der Stadt die drei Expropriatoren Gabriel Hughes, Joseph Hughes und John S. Moragne auf. Die Stadtbenennung erfolgte nach James Gadsden – einem ehemaligen Offizier und Indianerkriegs-Veteran, der sich stark für eine südliche Transkontinental-Eisenbahnroute engagiert hatte und nach dem auch der Gadsden Purchase von 1853 benannt wurde.
Im Verlauf des Amerikanischen Bürgerkriegs fanden in der Region 1863 einige größere Gefechte statt zwischen Unionstruppen unter Abel Streight und Konföderierten-Einheiten unter dem Kommando von Nathan Bedford Forrest, welche den Unionsvorstößen Richtung Süden hinhaltenden Widerstand entgegensetzten. Am 7. Dezember 1866 wurde das Etowah County offiziell begründet. Zusammengesetzt aus Gebieten umliegender Countys (vorwiegend Cherokee und DeKalb), firmierte es zunächst unter dem Namen Baine County. Da die Namenswahl – nach dem Konföderierten-General David W. Baine – unmittelbar nach Ende des Bürgerkriegs als Provokation empfunden wurde, annullierte das von Republikanern dominierte Staatsparlament von Alabama die County-Bezeichnung und begründete die Verwaltungseinheit am 3. Dezember 1868 als Etowah County neu. Die Namensherkunft leitet sich aus dem Cherokee ab, wobei die Bedeutung des Wortes Etowah nicht gesichert ist. Möglicherweise lautet die Übersetzung des Begriffs „Kiefern“.
Erste Industrialisierungversuche hatte es in der hügelig-bewaldeten, für Landwirtschaft nur bedingt geeigneten Region bereits vor dem Beginn des Bürgerkriegs gegeben. 1845 wurde in Gadsden die erste Eisenhütte errichtet – die Coosa Furnace (später: Gadsden Furnace; 1911 stillgelegt). Die County-Hauptstadt selbst war bis 1888 auf 5000 Einwohner angewachsen. In den 1970ern wurde das County an das Eisenbahnnetz der Alabama Great Southern Railroad angeschlossen. Ende des 19. Jahrhunderts setzte die großflächigere industrielle Erschließung ein – vor allem der Abbau von Kohle sowie anderer Mineralien und Baustoffe wie Eisen, Mangan, Marmor, Schiefer und Kalkstein. Eine der bedeutendsten Kohleabbau-Gesellschaften war die Underwood Coal Company, die im östlichen Countyteil rund um die Kleinstadt Altoona elf Minen unterhielt. Eine für die Ökonomie des Countys bedeutende Gründung war die Baumwollspinnerei Dwight Mill in Alabama City, einem Nebenort von Gadsden. Flankierend hinzu kam 1903 der Bau eines Wasserkraftwerks am Big Wills Creek, welches die Stadt Attalla mit Strom versorgte. William Patrick Lay, der Erbauer, war einer der Mitbegründer von Alabamas wichtigstem Stromversorger – der Alabama Power Company.

### 20. und 21. Jahrhundert

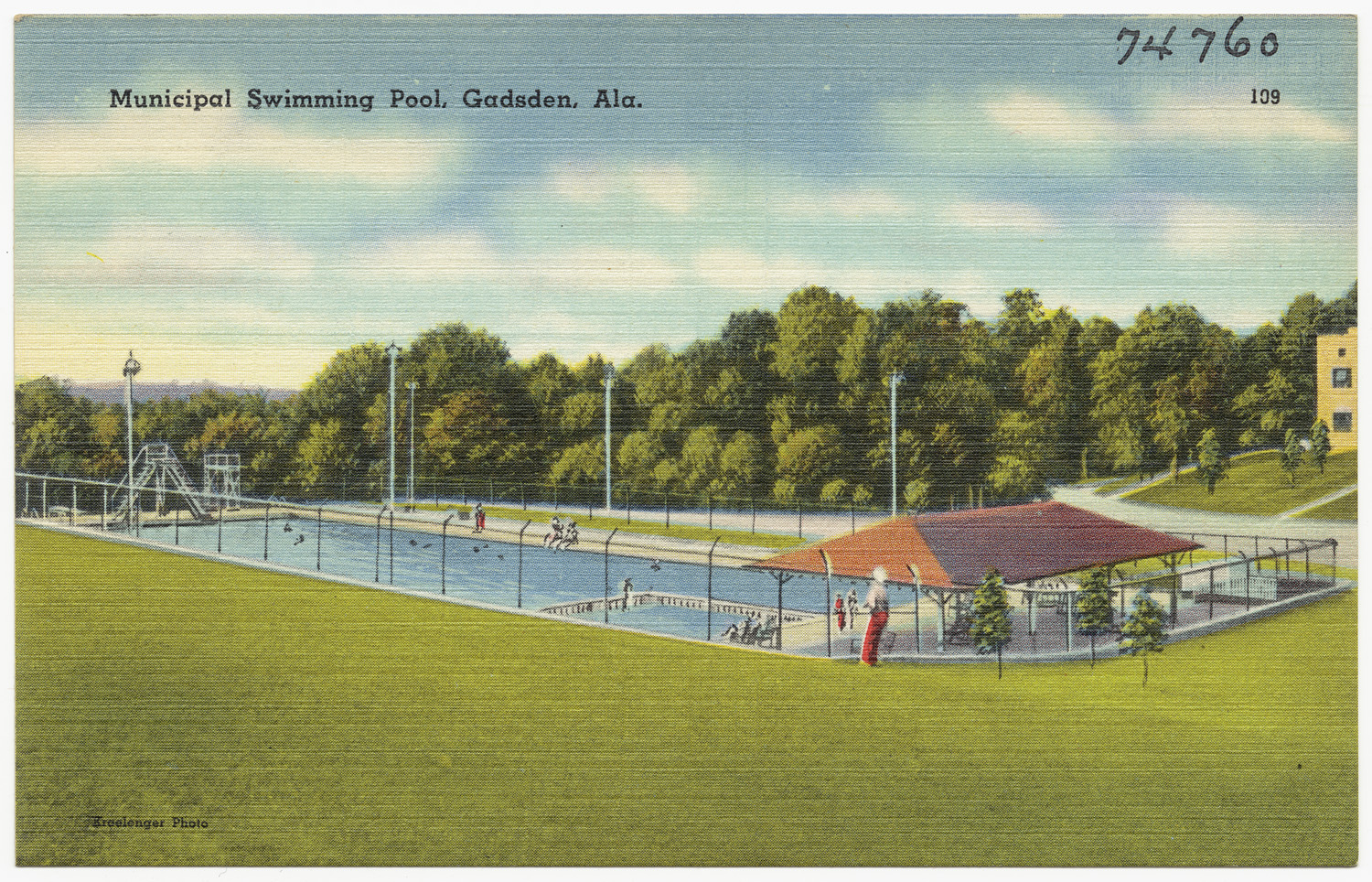
Schwimmbad von Gadsden (Postkarte, circa 1930)

In den ersten Jahrzehnten des 20. Jahrhunderts gesellten sich zu den bereits vorhandenen weitere Industrieansiedlungen. 1903 eröffnete die Gulf States Steel ein neues Stahlwerk im County. Zum größten wie auch beständigsten Arbeitgeber der Region avancierte der Reifenhersteller Goodyear Tire & Rubber Company. Ein herausragendes Ereignis der Lokalgeschichte war ein von Goodyear ausgerichteter Zeppelinflug 1930. Bei der wetterbedingten Notlandung des Zeppelins in Gadsen wurde ein Mitglied des Anseil-Teams hoch in die Luft gezogen und stürzte daraufhin tödlich ab. Während des Zweiten Weltkriegs war Etowah County ein wichtiger Rüstungsindustrie- und Ausbildungs-Stützpunkt – zum einen wegen der Granatenfabrik Gadsden Ordnance Plant, zum anderen wegen Camp Sibell, einem Trainingscamp des Chemical Warface Centers (CWC). Benannt war das Camp nach einem Kriegsteilnehmer des Ersten Weltkriegs. 1945 – nach Kriegsende – wurde es deaktiviert.
Im Zug der Bürgerrechtsbewegung in den 1960er-Jahren geriet auch das Etowah County zeitweilig in den Fokus der Öffentlichkeit: 1963 wurde der Bürgerrechtler William Moore in der Nähe von Attalla ermordet. Die politische Entwicklung des Etowah County verlief weitgehend konform mit dem generellen politischen Trend im Solid South: In den 1930ern eine Hochburg der Demokraten sowie Mitprofiteur der unter Präsident Roosevelt eingeleiteten New-Deal-Politik, favorisierten die Wähler im County ab den 1960ern immer öfter konservativ-rechte Dixiecrat-Demokraten oder aber Kandidaten der Republikaner.
Zeitlich parallel ging diese politische Umorientierung mit den Niedergang der die Region bestimmenden Industrien. Die Kohleminen im Osten rund um die Kleinstadt Altoona hatten bereits 1932 ihre Tore geschlossen; die Population der Stadt sank daraufhin von über 2000 auf weniger als die Hälfte. Die Dwight-Mill-Baumwollspinnerei – mit 2.600 Beschäftigten noch zu Anfang des Jahrzehnts der größte Arbeitgeber der Region – wurde 1959 stillgelegt. Das Stahlwerk von Gulf States Steel schloss – nach der Insolvenz des Unternehmens – im Jahr 2000 seine Pforten. Teilweise abgefangen wurde der wirtschaftliche Niedergang durch die Modernisierung des Reifenwerks von Goodyear in Gadsen sowie ein neues Automobil-Fertigungswerk von Honda im weiter südlich gelegenen Talladega County. Laut einem Artikel der Gadsden Times werden dessen 4.400 Beschäftigte zu rund einem Fünftel von Pendlern aus dem Etowah County bestritten.
Die Infrastruktur-Probleme des Countys sorgten bereits Mitte der 1980er für Schlagzeilen. Anlass war ein Ranking von Reiseführer-Herausgeber Rand McNally, welches die County-Hauptstadt Gadsden als eine der sieben schlimmsten Städte der USA auflistete. Bedingt durch den Wegfall der Industrie sank die Belegungsdichte im Stadtkern der Countyhauptstadt Gadsden auf einen Wert von 60 Prozent; in den Bereichen Kunst und Kultur erreichte die Stadt einen Wert von Null. Ab den 1990er-Jahren brachte die Stadtverwaltung unterschiedliche Aufwertungsprojekte auf den Weg – unter anderen mittels einer Kulturstiftung sowie anderen Maßnahmen, die darauf abzielten, das Leben in der Stadt attraktiver zu gestalten. Im Jahr 2012 konstatierte Kay Moore, Direktorin der Downtown Gadsden Inc., gegenüber dem Wirtschaftsnachrichten-Portal Business Alabama, dass der Gebäudeauslastungsfaktor zwischenzeitlich auf einen Faktor von 92 Prozent angestiegen sei.
Für Aufmerksamkeit sorgte die Bezirkshauptstadt Gadsden schließlich 2017 – anlässlich der Senatsnachwahl-Kandidatur des politisch rechtsaußen stehenden Republikaners Roy Moore. Wie die Washington Post enthüllte, hatte der aus dem County stammende Moore während seiner Zeit als stellvertretender Bezirksstaatsanwalt in Gadsden regelmäßig Frauen und auch Teenager belästigt – Vorkommnisse, die im Vorfeld der Senatsnachwahl für politische Turbulenzen sorgten und zum Ergebnis hatten, dass auch Teile des ortsansässigen evangelikalen Milieus zu Moore auf Abstand gingen.

## Demografische Daten
Die Einwohnerentwicklung des Countys spiegelt die industrielle Erschließung zu Ende des 19. Jahrhunderts wider. Lebten um 1870 etwa 10.000 Bewohner in dem Gebiet, steigerte sich die Einwohnerzahl bis 1900 auf über 25.000, bis 1930 auf über 63.000. Ihren Zenit erreichte die Einwohnerentwicklung in der zweiten Hälfte des 20. Jahrhunderts. Seit 1980 stagniert sie mit leichten Unterschieden bei über 100.000. Nach Angaben der Volkszählung im Jahr 2000 lebten im Etowah County 103.459 Menschen. Davon wohnten 2.043 Personen in Sammelunterkünften, die anderen Einwohner lebten in 41.615 Haushalten und 29.463 Familien. Die Bevölkerungsdichte betrug 75 Einwohner pro Quadratkilometer. Ethnisch betrachtet setzte sich die Bevölkerung zusammen aus 82,87 Prozent Weißen, 14,68 Prozent Afroamerikanern, 0,33 Prozent amerikanischen Ureinwohnern, 0,42 Prozent Asiaten, 0,03 Prozent Bewohnern aus dem pazifischen Inselraum und 0,73 Prozent aus anderen ethnischen Gruppen; 0,93 Prozent stammten von zwei oder mehr Ethnien ab. 1,70 Prozent der Bevölkerung waren spanischer oder lateinamerikanischer Abstammung.
Von den 41.615 Haushalten hatten 29,9 Prozent Kinder und Jugendliche unter 18 Jahren, die bei ihnen lebten. In 54,2 Prozent lebten verheiratete, zusammen lebende Paare, 13,1 Prozent waren allein erziehende Mütter, 29,2 Prozent waren keine Familien, 26,3 Prozent aller Haushalte waren Singlehaushalte und in 12,4 Prozent lebten Menschen im Alter von 65 Jahren oder darüber. Die Durchschnittshaushaltsgröße betrug 2,44 und die durchschnittliche Familiengröße betrug 2,93 Personen. 23,8 Prozent der Bevölkerung waren unter 18 Jahre alt, 8,7 Prozent zwischen 18 und 24, 27,4 Prozent zwischen 25 und 44, 24,1 Prozent zwischen 45 und 64 und 16,0 Prozent waren 65 Jahre oder älter. Das Durchschnittsalter betrug 38 Jahre. Auf 100 weibliche Personen kamen 91,8 männliche Personen und auf Frauen im Alter von 18 Jahren und darüber kamen 87,9 Männer. Das jährliche Durchschnittseinkommen eines Haushalts betrug 31.170 USD, das Durchschnittseinkommen einer Familie 38.697 USD. Männer hatten ein Durchschnittseinkommen von 31.610 USD, Frauen 21.346 USD. Das Prokopfeinkommen betrug 16.783 USD. 12,3 Prozent der Familien und 15,7 Prozent der Einwohner lebten unterhalb der Armutsgrenze.

## Politik und Soziales

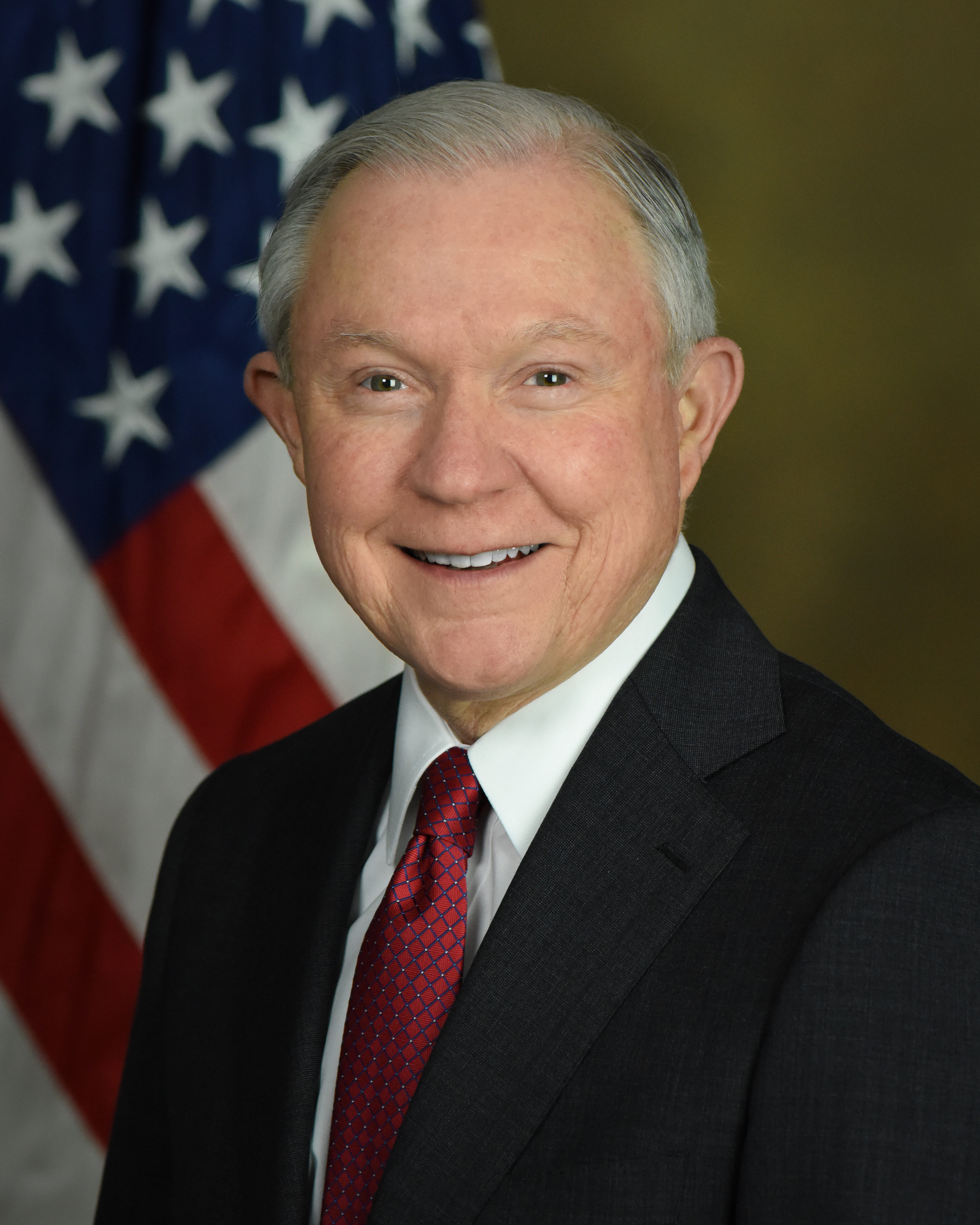
Jeff Sessions (2017)

Ergebnisse der Senatsnachwahl 2017. Blau: Jones (Demokraten), Rot: Moore (Republikaner)

Anlässlich einer Story über den umstrittenen republikanischen Nachwahl-Kandidaten Roy Moore charakterisierte das Magazin New Yorker die Region mit den Attributen „waldig, blau und religiös“. Im County, das wie meisten Südost-Bundesstaaten dem sogenannten Bible Belt zugerechnet wird, lebt selbst für Nord-Alabama eine überdurchschnittlich hohe Anzahl an evangelikalen Christen. Auch was die Favorisierung republikanischer Präsidentschaftskandidaten anbelangt, übertraf Etowah County seit 2004 die bundesstaatlichen Vergleichswerte. Gerundet auf ganze Prozentpunkte gewann George W. Bush 2004 in Etowah County mit 63 Prozent (Alabama: 60 Prozent). Gegen den demokratischen Kandidaten Barack Obama holten die Republikaner McCain und Romney 2008 und 1012 jeweils 68 Prozent (Alabama: 60 bzw. 61 Prozent).
Donald Trump schließlich wurde in Etowah County von 73 Prozent der Abstimmenden gewählt (Alabama: 62 Prozent). Deutliche Abweichungen vom bundesstaatlichen Trend gab es lediglich 1992 und 1996, als Bill Clinton für die Demokraten antrat: Während Clinton den Bundesstaat an seine republikanischen Konkurrenten George H. W. Bush und Dole verlor, votierte in Etowah County eine deutliche Mehrheit für ihn. Abweichungen zum Bundesstaats-Ergebnis gab es auch bei den Kandidaturen von Barry Goldwater 1964 und George Wallace 1968. Während der rechtsorientierte Republikaner Goldwater in Etowah County um zehn Prozentpunkte schlechter abschnitt als im landesweiten Durchschnitt, lag das Ergebnis des gleichfalls mit einer rechtskonservativen Agenda auftretenden Dixiecat-Demokraten Wallace vier Jahre später um drei Prozentpunkte über dem Landesdurchschnitt.
Die Präferenz der Wählermehrheit für rechtskonservative Republikaner bestätigten auch die Vorkommnisse um die Senatsnachwahl-Kandidatur des republikanischen Hardliners und Trump-Favoriten Roy Moore. Bereits der bisherige Senatsvertreter Jeff Sessions, den Donald Trump als Justizminister in sein Kabinett berief, galt innerhalb der republikanischen Partei als erzkonservativer Hardliner. Bei der am 12. Dezember 2017 erfolgten Nachwahl votierte zwar eine knappe Mehrheit der Wähler in Alabama für Moores demokratischen Gegenkandidaten Doug Jones. In Etowah County allerdings konnte Moore seine Mehrheit mit 58 % gegen 39 % klar verteidigen.
Obwohl ein Teil des evangelikalen Milieus angesichts der Missbrauchs-Anschuldigungen auf Abstand zu Moore gegangen war, zeigte sich bezüglich des Kandidaten Moore im County ein durchwachsenes Bild. Ein Bericht der Gadsden Times machte in diesem Milieu drei Abstufungen aus bezüglich der Unterstützung oder Nicht-Unterstützung von Moore: a) grundsätzliche Kritik am Verhalten beziehungsweise Unvereinbarkeit desselben mit christlichen Werten, b) Kritik am Verhalten, allerdings Relativierung aufgrund des Zeitpunkts der Veröffentlichungen, c) bedingungslose Solidarität aufgrund des Favorisierens konservativer Republikaner um (fast) jeden Preis. Eine ähnlich zwischen Ablehnung, Verunsicherung und Indifferenz changierende Stimmung dokumentierte auch eine Vor-Ort-Reportage des britischen Guardian.
Defizite in Sachen Lebensqualität wurden seitens unterschiedlicher Medien mehrmals zum Thema gemacht. Die bekannteste dieser Veröffentlichungen ist der weiter oben angeführte Artikel von Rand McNally, welcher Gadsden als eine der sieben schlimmsten US-Städte klassifizierte. Ähnlich schlechte Zustände konstatierten im September 2017 die Breaking-News-Webseite al.com sowie die Site 24/7 Wall St. Basierend auf einer in Einzel-Problemfelder aufgegliederten Untersuchung hatte letztere ein Ranking erstellt bezüglich des Aspekts Lebensqualität für Frauen. Auch in diesem Ranking rangierte Gadsden aufgrund schlechter Bedingungen in Sachen Lohngleichheit, Bachelor-Abschlussmöglichketen und Lebenserwartung weit hinten. Strukturelle Probleme werden auch seitens offizieller County-Vertreter offen zugegeben. Hier hebt man allerdings hervor, dass – speziell im Bereich Infrastruktur-Modernisierung – im neuen Jahrtausend eine Menge passiert sei.

## Ökonomie und Bildung

### Wirtschaft und Beschäftigung
Eine der größten Werksniederlassungen in der Region ist nach wie vor das Reifenwerk von Goodyear in Alabama City. Als Großunternehmen hinzugekommen ist Honda, dessen Werk allerdings nicht in Etowah County selbst liegt, sondern 30 Autominuten südlich davon. Die Arbeitslosigkeit erreichte im Oktober 2000 mit 11,4 % ihren höchsten Stand. Gestützt auf Angaben des Alabama Department of Industrial Relations sowie des Center for Business and Economic Research der University of Alabama, klassifizierte das Gadsden-Etowah County Industrial Development Authority im Jahr 2008 12.000 Einwohner des Etowah County als unterbeschäftigt und 2.179 Einwohner als arbeitslos.
Die derzeitigen Beschäftigungssektoren lassen sich laut Angaben des Webportals Encyclopedia of Alabama wie folgt aufteilen:
- Soziale Dienste, Bildung und Gesundheit – 24,2 Prozent
- Produktion – 17,6 Prozent
- Einzelhandel – 11,2 Prozent
- Gastronomie und Tourismus – 7,6 Prozent
- Baugewerbe – 7,5 Prozent
- Verwaltung und Management – 6,6 Prozent
- Sonstige Dienstleistungen – 5,1 Prozent
- Transport, Verkehr und Lagerhaltungs-Logistik – 4,9 Prozent
- Öffentliche Verwaltung – 4,6 Prozent
- Finanzdienstleistungen, Versicherungen und Immobilienverwaltung – 4,4 Prozent
- Großhandel – 3,6 Prozent
- Informationstechnik – 1,7 Prozent
- Land- und Forstwirtschaft; Rohstoffgewinnung – 1,1 Prozent

### Bildung
Das Schulsystem in Etowah County wird von drei Hauptträgern unterhalten:
- Dem Etowah County: Das Etowah County School System beschäftigt derzeit 540 Lehrer, die mehr als 8.400 Schüler in 22 Schulen betreuen.
- Der Stadt Gadsden: Das Gadsden City School System beschäftigt derzeit 362 Lehrer, die mehr als 5.400 Schüler in 17 Schulen betreuen.
- Der Stadt Attalla: Das Attalla City School System beschäftigt derzeit 115 Lehrer, die mehr als 1.800 Schüler in vier Schulen betreuen.

Darüber hinaus gibt es im County vier private Schulen mit zusammen etwa 1.200 Schülern. Komplettiert wird das Bildungsangebot der Verwaltungseinheit vom Gadsden State Community College, einer zweijährigen koedukativen Einrichtung.

## Sehenswürdigkeiten und Kultur

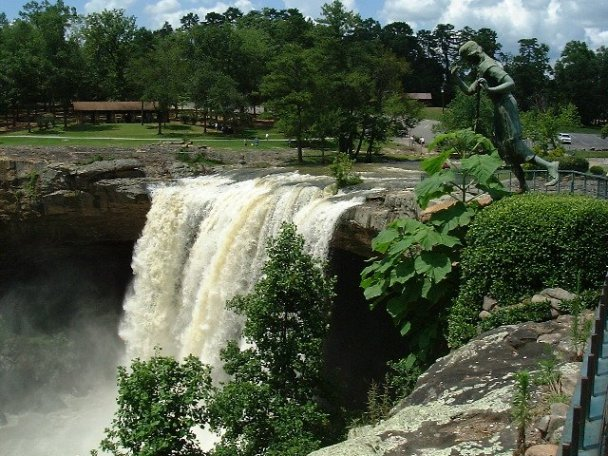
Noccalula Falls in Gadsden

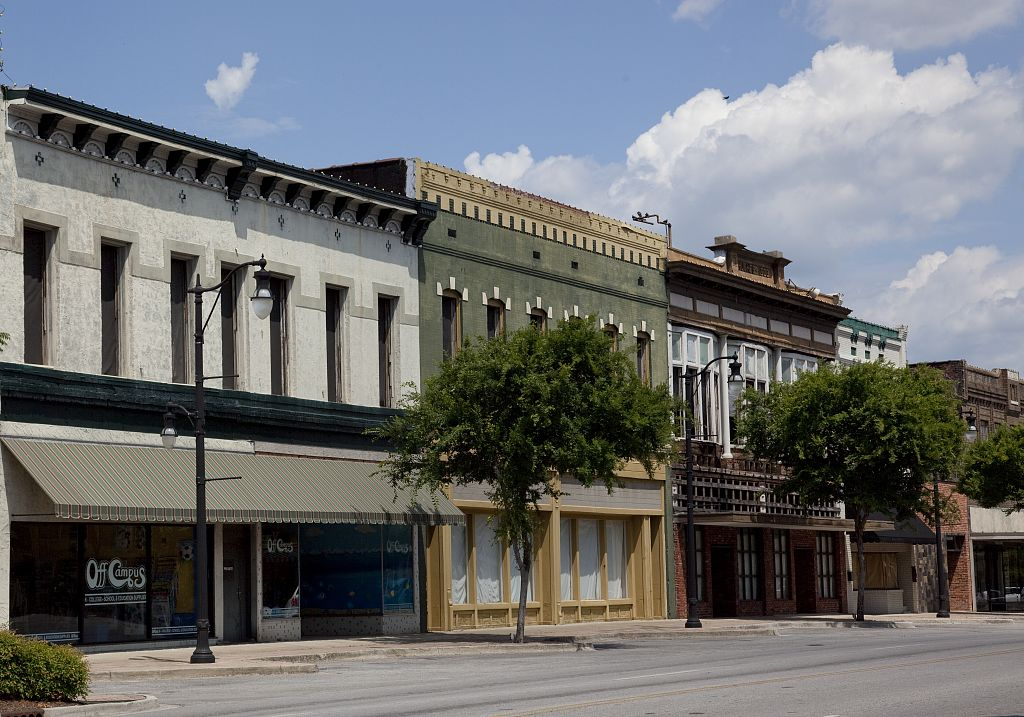
Broad Street im Gadsden Downtown Historic District.

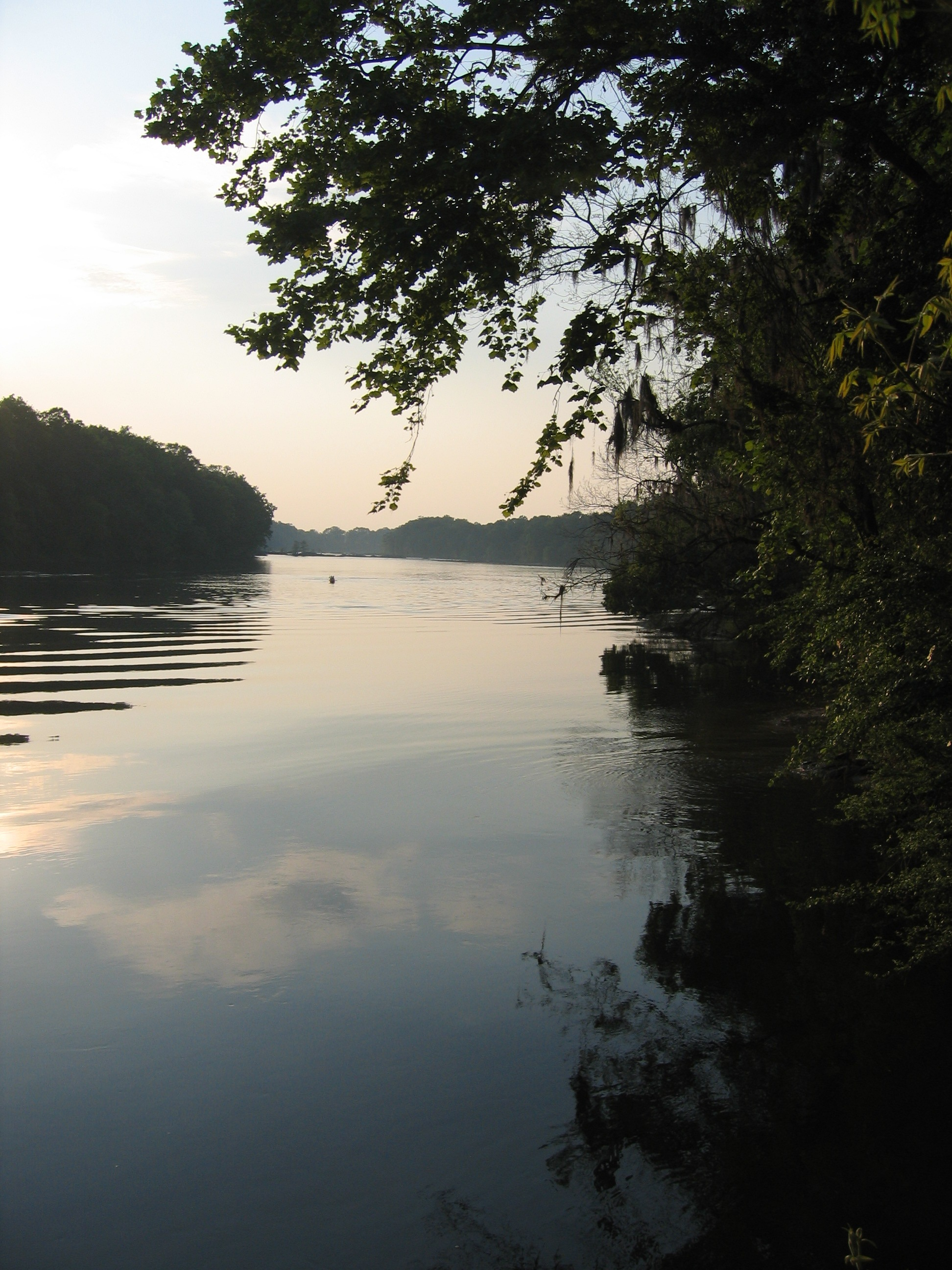
Flusslandschaft am Coosa River

Die Erholungs- und Kulturangebote im Etowah County decken vor allem drei Bereiche ab: a) Outdoor- und Erholungsziele mit dem Noccalula-Wasserfall bei Gadsden als überregional bekanntem Highlight, b) den Historic Districts in Gadsden und Altoona als städtetebaulich-architektonische Sehenswürdigkeiten (13 Bauwerke und Stätten im County sind insgesamt im National Register of Historic Places (NRHP) eingetragen (Stand 2. April 2020)) und c) größere, regelmäßig ausgerichtete Veranstaltungen. Als besondere Attraktionen gelten:
- die Noccalula Falls in Gadsden – ein 100-Fuß-Wasserfall. Im Zentrum des zwei Kilometer von Downtown Gadsden entfernten Parkgeländes liegt mit dem Noccalula-Wasserfall einer der spektakulärsten Wasserfälle am Oberlauf des Coosa River. Der Wasserfall selbst ist Teil des Black Greek, der bei Gadsden in den Coosa River einmündet.[29]
- der zum Robert Trent Jones Golf Trail gehörende Golfplatz Silver Lakes nahe Glencoe mit 36 Abschlagslöchern. Die in den 1990ern erbaute Golfplatz-Strecke, die in Nord-Süd-Richtung quer durch Alabama verläuft, wurde über Investitionen aus den Pensionsfonds öffentlicher Angestellter finanziert und gehört zu den international anerkannten Profigolf-Turnierplätzen.[30]
- Der Neely Henry Lake nahe Gadsden ist ein Stausee. Die dazugehörige Talsperre wurde 1966 von der Alabama Power Company errichtet. Der als Erholungsgebiet dienende See bietet einige der besten Angelmöglichkeiten der Gegend.
- der Historic District Gadsden Downtown Historic Mall mit Gebäuden aus der Gründerzeit sowie dem frühen 20. Jahrhundert liegt im Stadtzentrum und repräsentiert ihre industrielle Blütezeit von den späten 1870ern bis in die 1940er. Als Historic Place ausgewiesen ist darüber hinaus auch das U.S. Post Office Attalla in der gleichnamigen Stadt.
- The World’s Longest Yard Sale: ein bundesstaats-übergreifender Straßenflohmarkt, der einmal jährlich (in der Regel im August) stattfindet und drei Tage dauert.[31]
- Altoona Day: ein Stadtfest mit Musik-, Kunst- und Handwerksverkäufern, Lebensmittelverkäufern, einer Oldtimer-Show sowie prominenten Gästen. Darüber hinaus findet in Altoona eine jährliche Weihnachtsparade statt.[32]

## Persönlichkeiten aus Etowah County

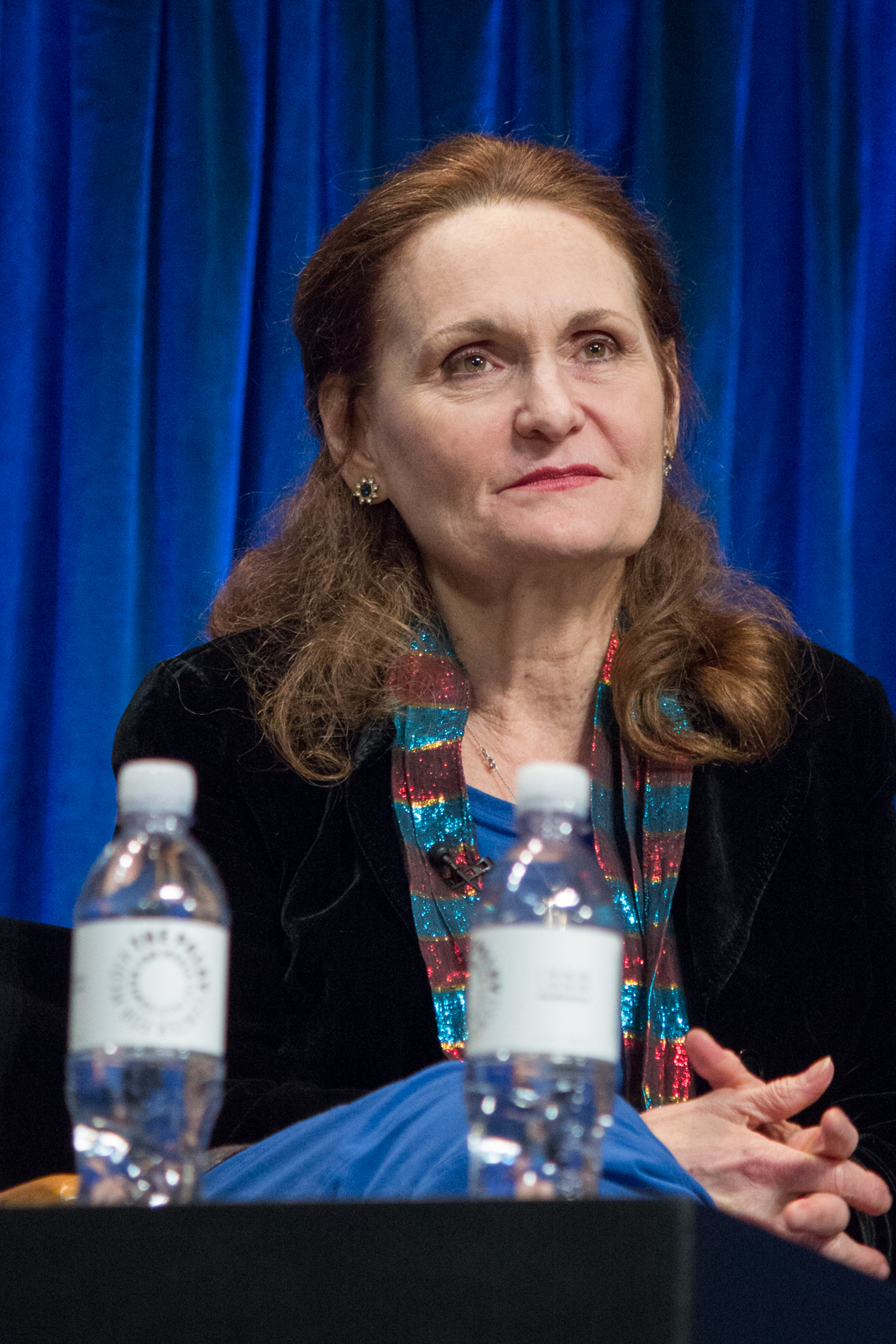
Beth Grant (2013)

- Beth Grant (* 1949), meist in Nebenrollen besetzte TV-Serien- und Filmschauspielerin
- Sunny Mabrey (* 1975), Fashion Model
- Rose Maddox (1925–1998), in Boaz geborene Countrysängerin
- Jerry McCain (1930–2012), Blues-Musiker
- Roy Moore (* 1947), Jurist, früherer Richter, Kickboxer und republikanischer Politiker
- William L. Sibert, Offizier der US Army
- Pat Swindall (1950–2018), republikanischer Repräsentantenhaus-Abgeordneter
- Yelawolf (* 1979), Rapper